# Hr. Sult
Hr. Sult er en dansk dokumentarfilm fra 2005, der er instrueret af Torben Skjødt Jensen.

## Handling
Denne artikel mangler et handlingsreferat. Hjælp os med at skrive det.